# 진세연
진세연(본명: 김윤정, 1994년 2월 15일~)은 대한민국의 배우이다.

## 생애

### 어린 시절과 배우 데뷔
1994년 2월 15일 서울에서 1남 1녀 중 막내로 태어났으며, 어린 시절 아파트 근처 백화점 문화센터에서 2~3년간 발레를 배운 적이 있으며, 피아노도 어린 시절부터 배웠다. 진세연은 빠른 94년생으로 93년생들과 같이 학교를 다녔다. 어릴 적 꿈은 선생님이 되는 것이었으나, 중학교 3학년 겨울방학 때 학교 앞에서 캐스팅 되어 요구르트 광고에 출연하면서 광고 모델로서 연예계와 인연을 맺게 되었다. 이후 여러 연예 기획사에서 연락을 받게 되는데 주로 가수를 키우는 기획사였고, 이때 스타제국에서 3개월 정도 가수 연습생 생활을 하기도 하였다.
진세연은 2010년 공포영화 《화이트: 저주의 멜로디》에 걸 그룹 ‘핑크돌즈’의 메인 보컬 제니 역으로 캐스팅되어 출연하며 연기 활동을 시작했다. 같은 해 11월부터는 문채원, 최진혁 등이 주연한 SBS 드라마 《괜찮아, 아빠딸》에 조연인 정세연 역으로 출연했다. 《화이트: 저주의 멜로디》가 첫 작품이나 개봉이 늦어(2011년 개봉), 먼저 방송된 드라마 《괜찮아, 아빠딸》이 사실상 데뷔작이다. 한편, 진세연은 데뷔 당시 1994년생이 아닌 1993년생으로 알려져 있다가 이후 2012년 1994년생임이 밝혀졌는데, 소속사는 “진세연이 고등학교 1학년 때 데뷔했는데 94년생이라고 하면 고1로 보지 않고 중3으로 본다. 배우로서 중학생과 고등학생 느낌이 다르기도 하고 아역보다는 성인 연기를 고집하기 때문에 93년생으로 기재했던 것”이라고 해명하였다.

### 2011년 이후의 활동
2011년 진세연은 MBC 사극 《짝패》에 한지혜의 아역인 어린 동녀 역으로 출연했고, 여성 동성애자들의 이야기를 그린 단막극 《KBS 드라마 스페셜》 〈클럽 빌리티스의 딸들〉 편에는 동성에게 끌리는 자신 때문에 고민하는 여고생 김주연 역으로 출연했다. 같은 해 11월부터 이듬해 5월까지는 새엄마와 딸의 이야기를 그린 SBS 일일드라마 《내 딸 꽃님이》에 조민수(장순애 역)와 함께 주연으로 캐스팅되어 딸 양꽃님을 연기했다. 진세연은 네 번의 오디션을 거쳐 이 역에 뽑혔는데, 신인이던 그녀를 주제역(타이틀 롤)에 파격적으로 캐스팅한 이유로 SBS 드라마국 측은 “(...) 그간의 작품과 오디션을 통해 신인이라고는 믿기 어려운 뛰어난 연기력과 꽃님이의 명랑하고 밝은 캐릭터와 120% 일치하는 이미지, 무엇보다도 무한한 잠재력을 봤다.”고 밝혔다. 진세연은 이 작품으로 2011년 《SBS 연기대상》에서 뉴스타상을 수상했다. 한편, 2011년 고등학교 3학년에 재학 중이던 진세연은 11월 중앙대학교 예술대학 공연영상창작학부(연극전공)에 수시 예능우수자전형(일반전형)으로 합격해서 이듬해 입학했다.
2012년 초 진세연은 만화가 허영만의 동명 만화를 원작으로 한 KBS 드라마 《각시탈》에 주원(이강토 역)의 상대역인 오목단 역으로 캐스팅되었다. 당시는 《내 딸 꽃님이》가 종영하기 전이어서, 진세연은 두 작품을 병행하느라 바쁜 시간을 보내야 했다. 진세연은 “다행히 감독님들이 배려를 많이 해주셔서 그나마 수월하게 두 작품을 병행할 수 있었어요.”라고 말하며 고마움을 표시했다. 진세연은 이 역을 위해 액션 스쿨에서 액션 연습을 하느라 발톱이 빠지기도 하였다. 《각시탈》은 평균시청률 16.9%, 최고시청률 22.9%를 기록하였고, 이는 2012년 방송된 약 40여 편의 드라마 중 6번째에 해당하는 시청률이었다(AGB닐슨 기준). 진세연은 이 작품으로 2012년 《KBS 연기대상》에서 여자 신인연기상을 수상했다. 같은 해인 2012년 8월부터는 SBS 주말드라마 《다섯 손가락》에 갑작스럽게 캐스팅이 취소된 티아라의 함은정을 대신해 홍다미 역으로 출연했는데, 아직 《각시탈》이 종영하기 전이어서 겹치기 출연 논란이 일기도 했다. 《다섯 손가락》은 같은 시간대 방송된 MBC의 《메이퀸》에 밀리며 11.4%의 평균시청률을 기록했다(AGB닐슨).
2013년 8월 진세연은 연극 《클로저》에 주연인 스트립 댄서 앨리스 역으로 캐스팅되면서(이윤지, 한초아와 트리플 캐스팅) 연극 무대에 데뷔하였다. 진세연은 “원래 연극을 하고 싶었다. 쉬고 있다가 좋은 기회가 와서 많은 도움이 되겠다고 생각해 하겠다고 했다.”라고 연극에 출연하게 된 이유를 밝혔다. 이듬해인 2014년 1월부터는 1930년대를 배경으로 한 KBS 드라마 《감격시대: 투신의 탄생》에 조선 최고의 주먹 신정태(김현중 분)를 사랑하는 여인으로 상하이의 유명 가수가 되는 김옥련 역으로 출연했다. 《감격시대: 투신의 탄생》은 같은 시간대 방송되던 SBS의 《별에서 온 그대》에 시청률에서 밀렸고, 《별에서 온 그대》 종영 후 수목극 시청률 1위에 오르기도 했으나 평균시청률 10.3%, 최고시청률 12.6%에 그쳤다(AGB닐슨). 진세연의 다음 작품은 같은 해 5월부터 방송된 SBS 월화드라마 《닥터 이방인》이었다. 그녀의 캐스팅 소식은 《감격시대: 투신의 탄생》이 방송 중이던 2월 말에 알려졌다. 이후 진세연은 《감격시대: 투신의 탄생》에 출연 중이던 3월 초 《닥터 이방인》의 해외 촬영을 다녀온데다, 당시 시차 때문에 귀국 날짜에 오해가 생겨 《감격시대: 투신의 탄생》 촬영에 차질이 빚어져 다시 한 번 겹치기 출연 논란을 겪었다. 7월까지 방송된 《닥터 이방인》은 평균시청률 11.7%, 최고시청률 14%를 기록하였다(닐슨).

## 출연 작품

### 드라마
| 연도 | 방송사                                   | 제목                       | 역할               | 비고                                           |
| ---- | ---------------------------------------- | -------------------------- | ------------------ | ---------------------------------------------- |
| 2010 | SBS                                      | 괜찮아, 아빠딸             | 정세연             |                                                |
| 2011 | SBS                                      | 괜찮아, 아빠딸             | 정세연             |                                                |
| MBC  | 짝패                                     | 어린 동녀 (한지혜 아역)    | 1화 ~ 8화까지 출연 |                                                |
| KBS2 | KBS 드라마 스페셜 - 클럽 빌리티스의 딸들 | 김주연                     | 단막극             |                                                |
| SBS  | 내 딸 꽃님이                             | 양꽃님                     |                    |                                                |
| SBS  | 내 딸 꽃님이                             | 양꽃님                     | 2012               |                                                |
| KBS2 | 각시탈                                   | 오목단 / 분이              |                    |                                                |
| SBS  | 다섯 손가락                              | 홍다미                     |                    |                                                |
| 2014 | KBS2                                     | 감격시대: 투신의 탄생      | 김옥련             |                                                |
| 2014 | SBS                                      | 닥터 이방인                | 송재희 / 한승희    | 1인 2역                                        |
| 2015 | 소후                                     | 고품격 짝사랑              | 유이령             | 한중 합작 웹드라마 2018년 MBN을 통해 국내 방영 |
| 2016 | 소후                                     | 고품격 짝사랑              | 유이령             | 한중 합작 웹드라마 2018년 MBN을 통해 국내 방영 |
| MBC  | 옥중화                                   | 옥녀 / 이서원              |                    |                                                |
| 2018 | TV조선                                   | 대군 - 사랑을 그리다       | 성자현             |                                                |
| 2019 | MBC                                      | 아이템                     | 신소영             |                                                |
| 2019 | TV조선                                   | 간택 - 여인들의 전쟁       | 강은보 /강은기     | 1인 2역                                        |
| 2020 | TV조선                                   | 간택 - 여인들의 전쟁       | 강은보 /강은기     | 1인 2역                                        |
| KBS2 | 본 어게인                                | 정하은(1980) /정사빈(현재) | 1인 2역            |                                                |
| 2022 | TVING                                    | 개미가 타고 있어요         | 혜진               | 3화 특별출연                                   |
| 2024 | MBN                                      | 나쁜 기억 지우개           | 경주연             | 16부작                                         |

### 영화
| 연도 | 제목                  | 역할   | 비고           |
| ---- | --------------------- | ------ | -------------- |
| 2011 | 화이트: 저주의 멜로디 | 제니   |                |
| 2014 | 사랑만의 언어         | 인하   | 한국, 일본영화 |
| 2015 | 위험한 상견례 2       | 박영희 |                |
| 2016 | 인천상륙작전          | 한채선 |                |

### 연극
- 2013년 《클로저》 - 앨리스 역

## 그 외 활동

### 방송
- 2013년 《스타레시피》 (SBS FunE, 구 SBS E!)
- 2015년 《라디오스타》 (MBC)
- 2016년 《아는 형님》 (JTBC)
- 2019년 《구해줘! 홈즈》 (MBC)
- 2019년 《더 짠내투어》 - 게스트 (tvN)
- 2019년 《신상출시 편스토랑》 (KBS2)
- 2020년 《옥탑방의 문제아들》 - 게스트 (KBS2)
- 2020년 《선을 넘는 녀석들 - 리턴즈》 - 게스트 (전라북도 군산편 10월 11일 방송분 출연)

### 뮤직 비디오
- 2009년 〈데이트〉 (쥬얼리S)
- 2010년 〈사랑곰〉 (KCM)
- 2012년 〈굿바이데이〉 (울랄라세션)*
- 2015년 〈또르르〉 (어쿠스틱 콜라보)

*는 드라마 장면을 삽입해서 만든 OST이다.
**는 영화 OST이다.

## 음반 목록

### 참여 앨범(곡)
- 2012년 《나는 문제 없어》 (진세연 & 차길영)
- 2015년 《위험한 상견례2》 OST 《평생 너만》 (진세연 & 홍종현)
- 2015년 《위험한 상견례2》 OST 《주르르》 (진세연)

## 홍보대사
- 2015년 필립스 루메아 에센셜 홍보대사
- 2015년 중앙대학교 홍보대사
- 2016년 굿네이버스 홍보대사
- 2016년 창원관광 홍보대사
- 2017년 아름다운 선거 홍보대사
- 2017년 제18회 장애인영화제 홍보대사

## 수상 및 후보
| 연도 | 시상식                       | 부문                               | 작품         | 결과 | 출처 |
| ---- | ---------------------------- | ---------------------------------- | ------------ | ---- | ---- |
| 2011 | SBS 연기대상                 | 뉴스타상                           | 내 딸 꽃님이 | 수상 |      |
| 2012 | K-드라마 스타 어워즈         | 여자 연기상                        | 각시탈       | 후보 |      |
| 2012 | KBS 연기대상                 | 장편드라마부문 여자 우수연기상     | 각시탈       | 후보 |      |
| 2012 | KBS 연기대상                 | 여자 신인연기상                    | 각시탈       | 수상 |      |
| 2012 | KBS 연기대상                 | 베스트 커플상 (주원과 함께)        | 각시탈       | 후보 |      |
| 2012 | SBS 연기대상                 | 베스트 커플상 (주지훈과 함께)      | 다섯 손가락  | 후보 |      |
| 2014 | 에이판 스타 어워즈           | 중편드라마부문 여자 우수연기상     | 감격시대     | 후보 |      |
| 2014 | 에이판 스타 어워즈           | 여자 인기스타상                    | 닥터 이방인  | 수상 |      |
| 2014 | SBS 연기대상                 | 중편드라마부문 여자 우수연기상     | 닥터 이방인  | 후보 |      |
| 2016 | 제9회 코리아 드라마 어워즈   | 여자 우수연기상                    | 옥중화       | 후보 |      |
| 2016 | 제24회 대한민국문화연예대상  | 영화부문 여자 최우수연기상         | 인천상륙작전 | 수상 |      |
| 2016 | MBC 연기대상                 | 대상                               | 옥중화       | 후보 |      |
| 2016 | MBC 연기대상                 | 특별기획부문 여자 우수연기상       | 옥중화       | 수상 |      |
| 2016 | MBC 연기대상                 | 베스트 커플상 (서하준과 함께)      | 옥중화       | 후보 |      |
| 2018 | 제3회 아시아 아티스트 어워즈 | 배우부문 여자인기상                | 빈칸         | 후보 |      |
| 2019 | MBC 연기대상                 | 월화/특별기획 드라마 여자 최우수상 | 아이템       | 후보 |      |
| 2020 | KBS 연기대상                 | 여자 인기상                        | 본 어게인    | 후보 |      |
| 2020 | KBS 연기대상                 | 베스트 커플상 (장기용과 함께)      | 본 어게인    | 후보 |      |